# Pseudathyma nzoia
Pseudathyma nzoia är en fjärilsart som beskrevs av Van Someren 1939. Pseudathyma nzoia ingår i släktet Pseudathyma och familjen praktfjärilar. Inga underarter finns listade i Catalogue of Life.